# Jean Abadie

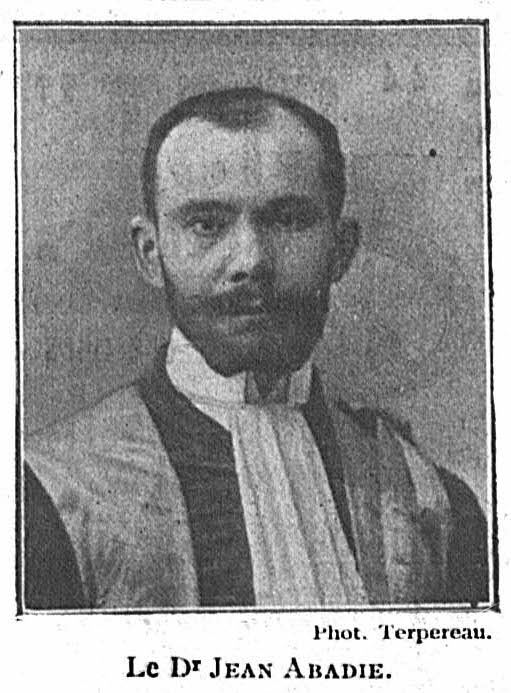
Jean Abadie

Joseph Louis Irénée Jean Abadie (Tarbes (Hautes-Pyrénées), 15 december 1873 - ?) was een Franse arts. Hij is bekend geworden door zijn onderzoek op het gebied van de neurologie en psychiatrie. Hij heeft ook veel bijdragen geleverd over de symptomen van de tering, alcoholisme en epidemische encefalitis.